# Amal al-Juburi
Amal al-Juburi (in arabo ﺍﻣﻞ ﺍﻟﺠﺒﻮﺭى‎?, Amal al-Jubūrī; Baghdad, 1967) è una scrittrice, poetessa, giornalista, editrice e traduttrice irachena.

## Biografia
Nata a Baghdad nel 1967, dopo la laurea in Letteratura inglese all'Università di Baghdad, Amal al-Juburi iniziò a lavorare in Iraq come traduttrice e collaboratrice di programmi culturali per la televisione, ma con difficoltà sempre maggiori a causa della censura del regime di Saddam Hussein. È del 1986 la sua prima pubblicazione di una raccolta di poesie, Il vino delle ferite.
Per evitare ripercussioni ed esprimersi liberamente, Amal si trasferì a Monaco di Baviera nel 1997 insieme alla figlia. Nel 1999 le viene assegnato il primo premio per la migliore opera dell'anno alla Fiera del libro di Beirut. L'anno successivo, nel 2000, diventa caporedattrice della rivista arabo-tedesca al-Diwan (Il divano).  Partecipò, in quello stesso anno, al festival Parole di mare per gli Incontri internazionali di poesia (Amalfi).  Dal 2000, al-Juburi è anche consigliere culturale della Repubblica di Yemen.
Dopo la caduta del regime di Saddam Hussein, è ritornata a Baghdad dove ha fondato un centro culturale. Attualmente vive fra Baghdad e Berlino.

## Poetica
Amal al-Juburi adatta in arabo moderno l'opera del mistico islamico al-Hallaj, martire nel 922: è la sua fascinazione per il misticismo, che si ritrova in tante delle sue poesie, un tema portante che influenzò soprattutto la raccolta Enheduanna, la sacerdotessa di Exile. Enheduanna, figlia del re sumero Sargon, è una sacerdotessa e poetessa ella stessa, e scrisse soprattutto inni alla dea dell'amore, Ishtar, dai quali inni la nostra afferma di aver avuto ispirazione.
Ma Enheduanna è anche una figura di riferimento, una donna che scrive, che scrive poesie e le scrive in prima persona, infrangendo così le regole dell'epoca (siamo fra il 2285 e il 2250 BCE). Una donna che si ribella quindi:
Urlate e non dimenticate, | monumenti maledetti, | che il cuore di Enheduanna | era più grande della | scrittura di questi tiranni.
La condizione femminile è l'altro tema centrale nella poesia di al-Juburi, come si evince per esempio nella raccolta I 99 veli.

## Opere
- Il vino delle ferite (1986)
- Libero me, le sue parole (1994)
- Enheduanna, la sacerdotessa di Exile (1999)
- 99 Veil (2003)